# Kościół Wniebowzięcia Najświętszej Maryi Panny w Nowej Rudzie
Kościół Wniebowzięcia Najświętszej Maryi Panny – rzymskokatolicki kościół pomocniczy należący do parafii św. Mikołaja. Znajduje się w dzielnicy Centrum.

## Historia
Świątynia została zbudowana w 1502 roku i do 1623 roku należała do protestantów. W latach 1725–1730 została przebudowana, była remontowana w 1917 roku. 

## Architektura
Jest to prosta bryła składająca się z wydzielonego, wielobocznie zamkniętego prezbiterium i posiada salowe wnętrze. Z boku znajduje się zakrystia. Budowla nakryta jest dachem dwuspadowym, z tym że szczyt frontowy jest wykonany podobnie jak połać dachowa. Na kalenicy jest umieszczona smukła ośmioboczna sygnaturka zakończona hełmem z prześwitem. elewacje są gładkie i posiadają okna zakończone ostrołukowo i półkoliście. Nad bocznym wejściem znajduje się wnęka z barokowym posążkiem Wniebowzięcia Najświętszej Maryi Panny z ok. 1700 roku.

Wewnątrz znajdują się barokowo-rokokowe drewniane, polichromowane ołtarze wykonane w XVIII wieku, barokowo-rokokowa drewniana, polichromowana ambona wykonana w XVIII wieku,  drewniany, polichromowany posążek barokowy oraz gotycki, drewniany, polichromowany posążek Matki Bożej z Dzieciątkiem wykonany w XV wieku. 
Przy kościele stoi kamienne Ukrzyżowanie z XIX wieku.
Obok kościoła budynek dawnego młyna wodnego. Po II wojnie światowej fabryka zabawek, stolarnia. Na ścianach obiektu, od strony ulicy jak również od strony rzeki znajdują się jednakowe kartusze z herbem przedstawiającym lwa stojącego na tylnych łapach (herb Czech), trzymającego w przednich łapach tarczę z inicjałami LG. Pod tarczą rok 1758.

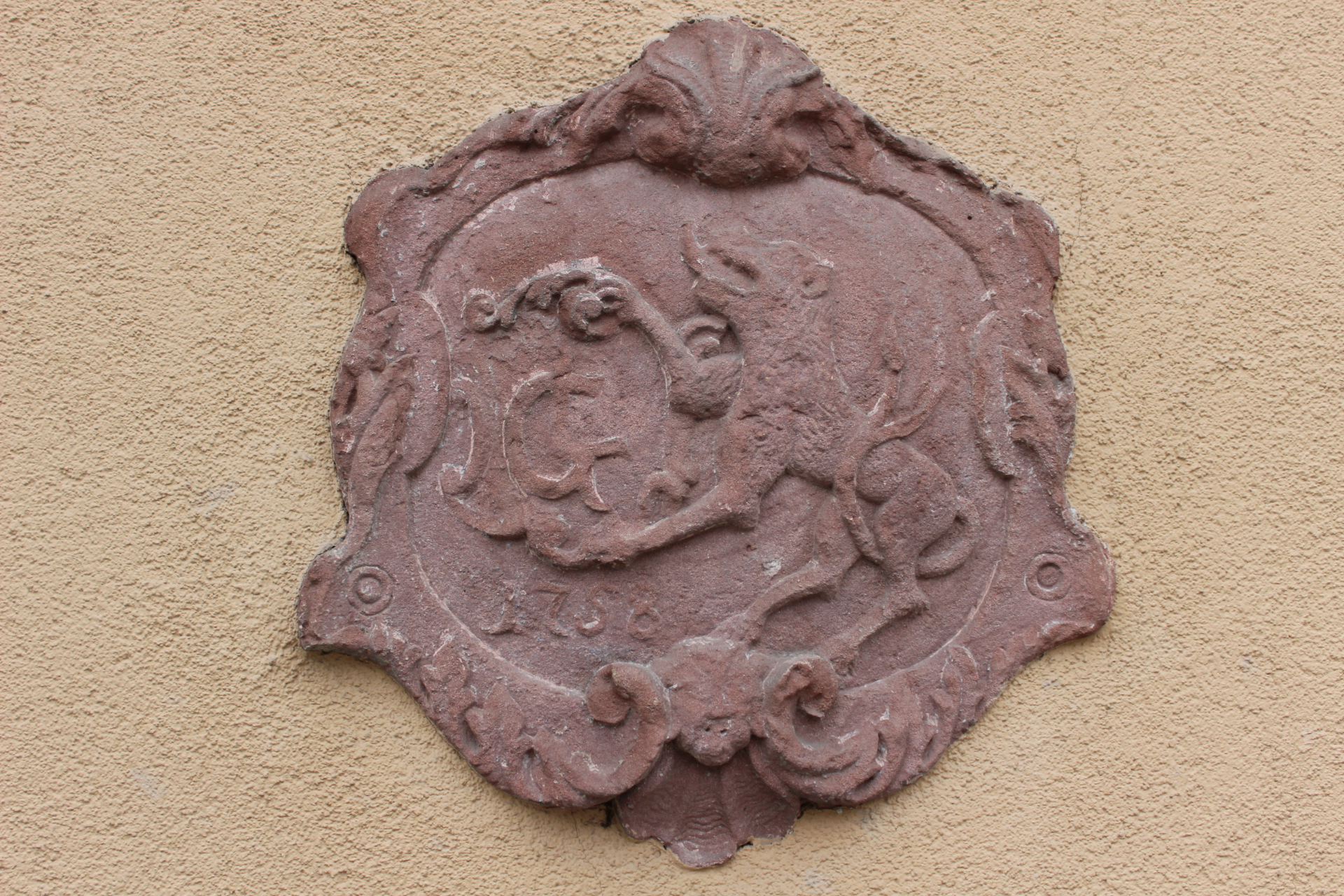
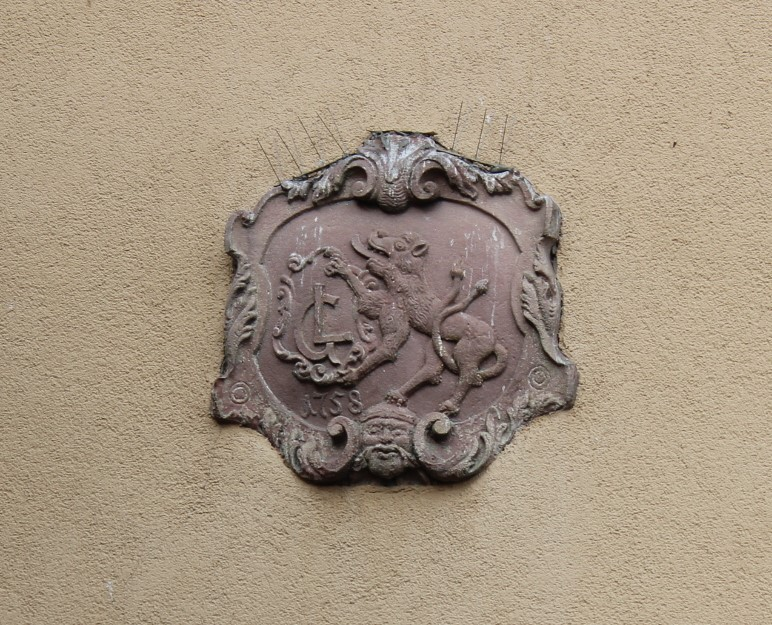
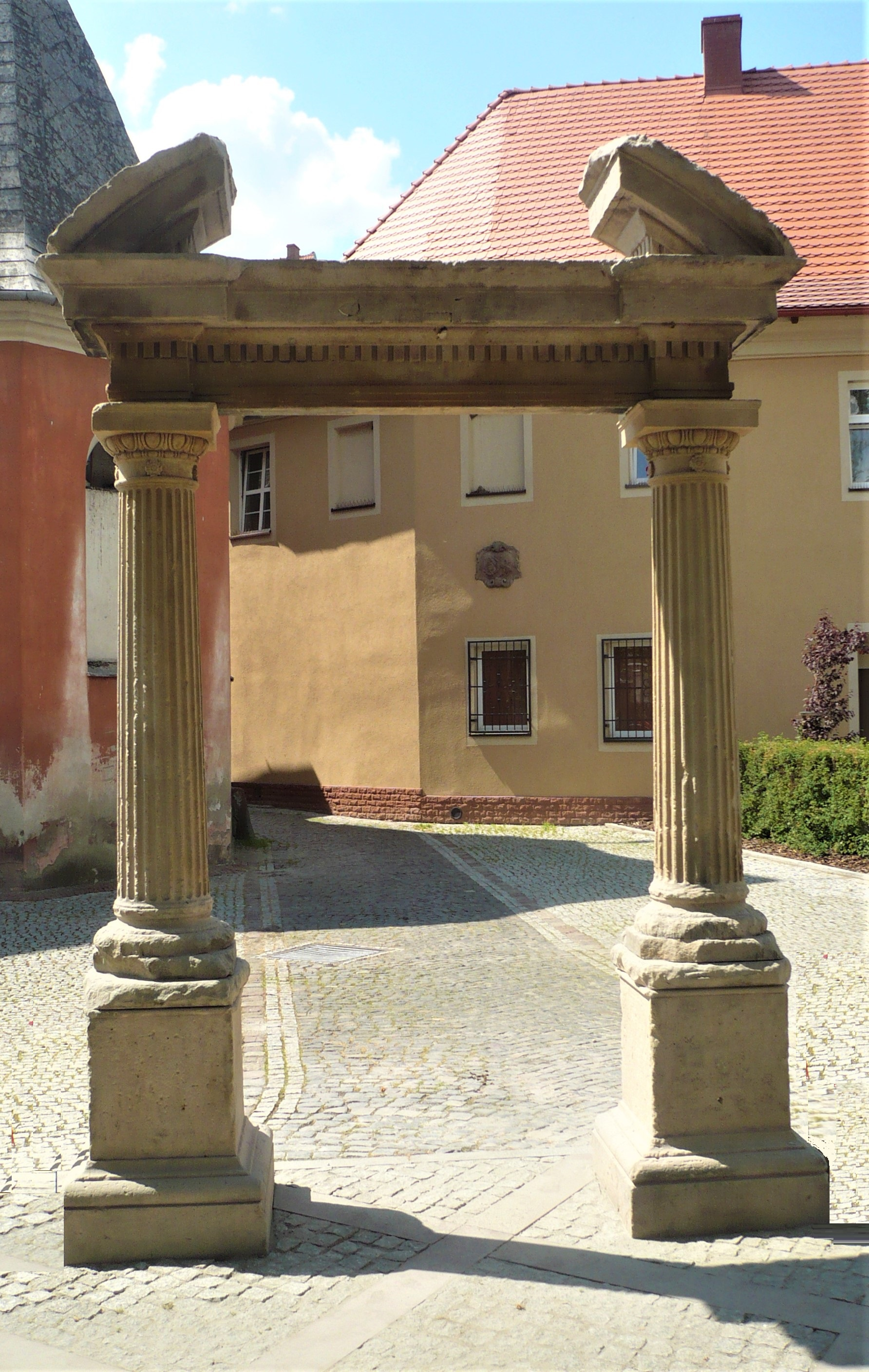
Brama do ogrodu, ul. Piastów 19a
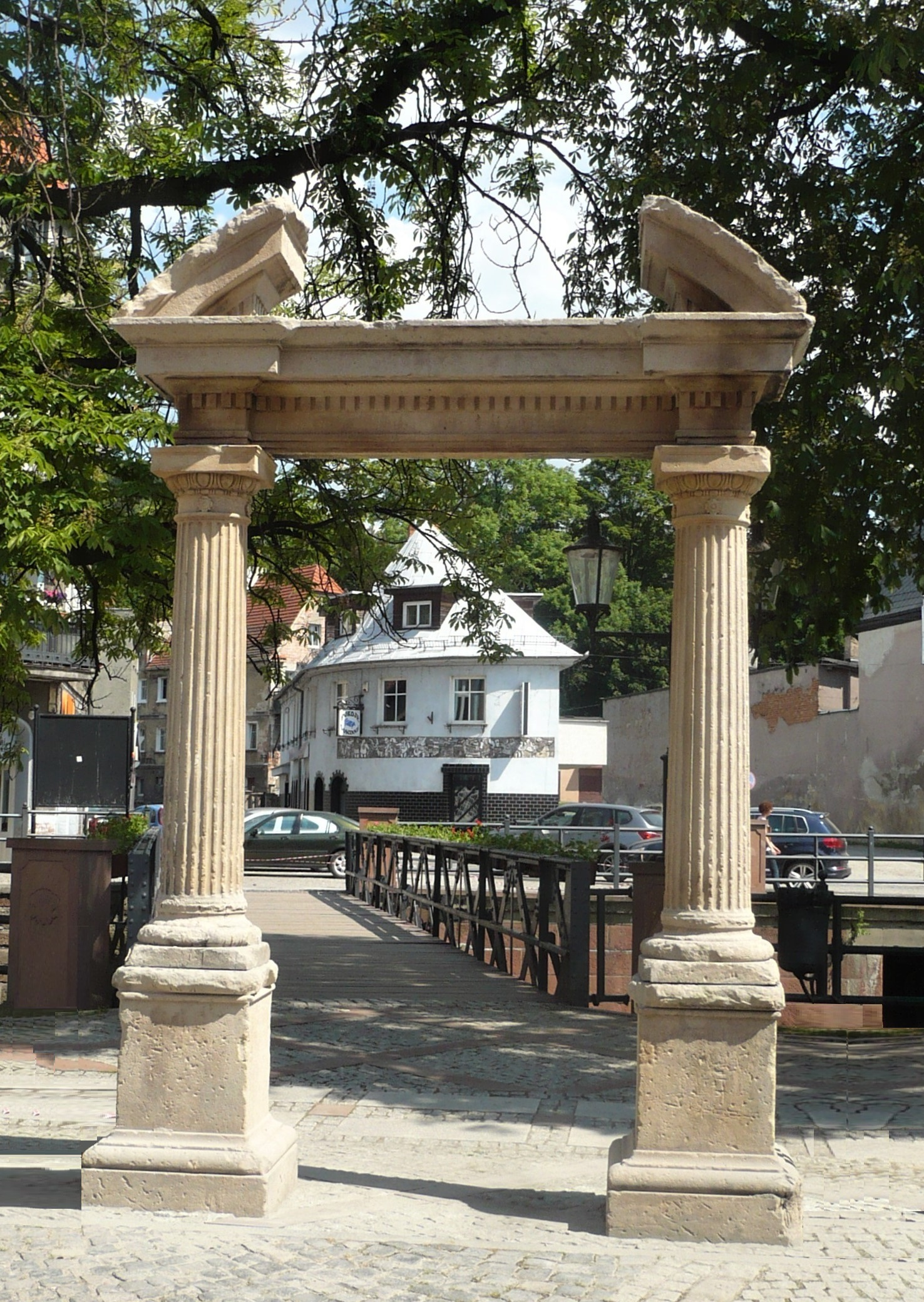
Brama do ogrodu, ul. Piastów 19a